# Vương tôn nữ Eugenie xứ York
Vương tôn nữ Eugenie, Bà Jack Brooksbank (Eugenie Victoria Helena; sinh ngày 23 tháng 3 năm 1990) là một thành viên của vương thất Anh, con gái út của Vương tử Andrew, Công tước xứ York và Sarah Ferguson. Cô xếp thứ 11 trong danh sách kế vị ngai vàng Anh Quốc, sau con của chị gái mình, Sienna Elizabeth Mappelli Mozzi

## Tiểu sử
Vương tôn nữ Eugenie đã được sinh ra ở London tại Bệnh viện Portland vào ngày 23 tháng 3 năm 1990, là người con thứ hai của Vương tử Andrew và Sarah Ferguson, và cháu nội của Nữ vương Elizabeth II và Vương phu Philip. Cô được rửa tội tại Nhà thờ St Mary Magdalene, Sandringham, bởi Giám mục Norwich, ngày 23 tháng 12 năm 1990, và cha mẹ đỡ đầu của cô là Ogilvy James (người anh em họ của cha cô) và Captain Alastair Ross.

## Danh hiệu
- 23 tháng 3 năm 1990 - 12 tháng 10 năm 2018: Her Royal Highness Vương tôn nữ Eugenie xứ York Điện hạ
- 12 tháng 10 năm 2018 - nay: Her Royal Highness Vương tôn nữ Eugenie, Bà Jack Brooksbank Điện hạ